# Èta Scorpii
Èta Scorpii is een ster in het sterrenbeeld Schorpioen. De ster heeft een spectraalklasse van F5 IV wat betekent dat het een subreus is. De geschatte ouderdom van de steer bedraagt 1,1 miljard jaar.